# النزل 2 (فلم)
هوستل: الجزء الثاني (بالإنجليزية: Hostel: Part II) هو فيلم رعب أمريكي أنتج في عام 2007 من تأليف إيلي روث وبدأ بتمثيله في 2005 وهو الجزء الأول من الفيلم وهو من بطولة لاورين جيرمان وروجر بارت.

## القصة
يبدأ الفيلم بتكملة الجزء الأول للفيلم حيت أن الناجي الأخير سيتعرض للكوابيس التي تطارده من يوم هروبه من سلوفاكيا، في الأخير تتمكن العصابة من إيجاد مكانه وتقوم بقطع رأسه .
في إيطاليا، تقنع راقصة تعر ثلات فتيات لمرافقتها لأحد المنتجعات الفاخرة في سلوفاكيا.
الفتيات الثلات أقاموا في أحد الفنادق الذي لم يتصوروا أنه منطلق رحلة الرعب التي لم تكن في الحسبان.

## الممثلون
- لاورين جيرمان
- روجر بارت
- هيثر ماتاراتزو
- بيجو فيليبس
- ريتشارد بورغي

## وصلات خارجية
- الموقع الرسمي
 (US)
- الموقع الرسمي
 (International)
- النزل 2 على موقع IMDb (الإنجليزية)
- النزل 2 على موقع ميتاكريتيك (الإنجليزية)
- النزل 2 على موقع روتن توميتوز (الإنجليزية)
- النزل 2 على موقع نتفليكس (الإنجليزية)
- النزل 2 على موقع قاعدة بيانات الأفلام العربية
- النزل 2 على موقع ألو سيني (الفرنسية)
- النزل 2 على موقع Turner Classic Movies (الإنجليزية)
- النزل 2 على موقع أول موفي (الإنجليزية)
- النزل 2 على موقع بوكس أوفيس موجو (الإنجليزية)
- النزل 2 على موقع فيلمافينيتي (الإسبانية)
- النزل 2 على موقع أول موفي.